# Pheidole knowlesi
Pheidole knowlesi är en myrart som beskrevs av Mann 1921. Pheidole knowlesi ingår i släktet Pheidole och familjen myror.

## Underarter
Arten delas in i följande underarter:
- P. k. extensa
- P. k. knowlesi